# Love Me Baby - Singin' in the Rain
Albums de Sheila
L'Amour qui brûle en moi
(1976) Disque d'or - Sheila & B.Devotion
(1979)
 Singin' in the rain' est le premier album studio en anglais et disco de Sheila sorti en 1977.
Les photos sur la pochette de cet album sont de Paul Rody. 
À cette époque, la chanteuse n'ayant aucun rapport avec la vague disco anglophone, son producteur Claude Carrère décide de lancer le disque Love me baby avec comme interprète un groupe inconnu ayant comme nom S.B.Devotion (on le saura plus tard : le S pour Sheila et B.Devotion pour Black Devotion, le groupe de trois danseurs noirs l'accompagnant). Il est programmé sur les radios et les fans de Sheila finissent par reconnaître la voix de leur idole.
Cet album enregistré entièrement en anglais bénéficie d'une distribution internationale faisant parcourir le monde entier à la chanteuse afin de le promouvoir et qui change son look pour cette reconversion disco : mini pull rose et mini short en paillettes, bottes et foulards (noués au cou et au genou) roses, queue de cheval.

## Liste des titres
1. Love me baby
2. Shake me
3. Kiss me sweetie
4. Singin' in the rain
5. I like it - Soft silver
6. I don't need a doctor
7. Move it
8. Instrumental S.B

## Commentaires
Le titre I like it - Soft silver n'est que la prolongation disco de la chanson Singin' in the rain, souvent nommé Singin' in the rain part 2. 
La chanson "I' your baby doll" restée inédite jusqu'en 2006 était initialement prévue pour cet album mais fut écarté par Claude Carrère. 

## Production

### France
- Édition Album original :
  - 33 tours / LP Stéréo Carrère 67.187 sorti en 1977
  - Cassette audio Carrère 70.187 sortie en 1977

- Réédition de l'album :
  - CD East West 630136562, date de sortie : 1996.
  - CD Warner Music 6301365625, date de sortie : 2006.
  - 33 tours / LP Stéréo Warner Music, (édition picture disc) - date de sortie : novembre 2016.

### Etranger
- Édition Album original :
  -  Afrique du Sud - 33 tours / LP Stéréo Carrère 2934.102 sorti en 1977
  -  Allemagne - 33 tours / LP Stéréo Carrère CRL 78/2000 sorti en 1977 Cassette audio Stéréo Carrère 33 585 1 sortie en 1977
  -  Arabie saoudite - Cassette audio Stéréo sortie en 1977
  -  Australie - 33 tours / LP Stéréo Carrère CAR 1002 sorti en 1977
  -  Brésil - 33 tours / LP Stéréo Carrère Top Tape TT.141 sorti en 1977
  -  Canada - 33 tours / LP Stéréo Carrère CA 35.106 sorti en 1977
  -  Chine - 33 tours / LP Stéréo sorti en 1977
  -  Corée du Sud - 33 tours / LP Stéréo Carrère 67.393 sorti en 1977 Cassette audio Stéréo sortie en 1977
  -  Espagne -33 tours / LP Stéréo EMI 064.060.516 sorti en 1977 Cassette audio Stéréo EMI 10 C 064.060.516 sortie en 1977
  -  États-Unis - 33 tours / LP Stéréo Carrère Casablanca NBLP 7093 sorti en 1977 Cassette audio Stéréo EMI 3708 sortie en 1977
  -  Grèce - 33 tours / LP Stéréo Carrère Philips 6450.452 sorti en 1977
  -  Inde - 33 tours / LP Stéréo Polydor 2934 102 sorti en 1977
  -  Israël - 33 tours / LP Stéréo Carrère CARE 67.187 sorti en 1977
  -  Italie - 33 tours / LP Stéréo Carrère ILS 9055 Fonit Certa sorti en 1977 Cassette audio Stéréo Carrère MC 280 sortie en 1977
  -  Japon - 33 tours / LP Stéréo Victor VIP 6546 sorti en 1977
  -  Maroc - 33 tours / LP Stéréo sorti en 1977
  -  Mexique - 33 tours / LP Stéréo Musart 60.422 sorti en 1977
  -  Philippines - 33 tours / LP Stéréo ALP 3345 sorti en 1977
  -  Portugal - 33 tours / LP Stéréo Carrère Philips 6450.452 sorti en 1977
  -  Royaume-Uni - 33 tours / LP Stéréo Carrère EMI EMC 3236 sorti en 1977
  -  Suède - 33 tours / LP Stéréo Carrère EMI C062.60516 sorti en 1977
  -  Taïwan - 33 tours / LP Stéréo New Jen Sheng JS-5299 sorti en 1977
  -  Thaïlande - 33 tours / LP Stéréo sorti en 1977
  -  Turquie - 33 tours / LP Stéréo Eurovox 86.977 sorti en 1977
  -  Yougoslavie - 33 tours / LP Stéréo Jugoton CRL LSCAR-70869 sorti en 1977
  -  Venezuela - 33 tours / LP Stéréo CLRS 3571 sorti en 1977

## Les extraits de l'album
- Love me baby / Instrumental SB.
- Singin' in the rain part 1 / Singin' in the rain part 2.
- I don't need a doctor / Hôtel de la plage (ce titre  Hôtel de la plage, sorti en 1978, n'est pas inclus dans cet album mais proposé dans l'album suivant Disque d'or - Sheila & B.Devotion).
- Maxi 45 tours : Love me baby / Instrumental SB.
- Maxi 45 tours : Singin' in the rain / Shake me.
- Maxi 45 tours : I don't need a doctor / Kiss me sweetie.

## Classement
Meilleur classement pour la réédition vinyle en 2016 :
| Pays   | Meilleure position |
| ------ | ------------------ |
| France | 168                |